# Ernst Biberstein

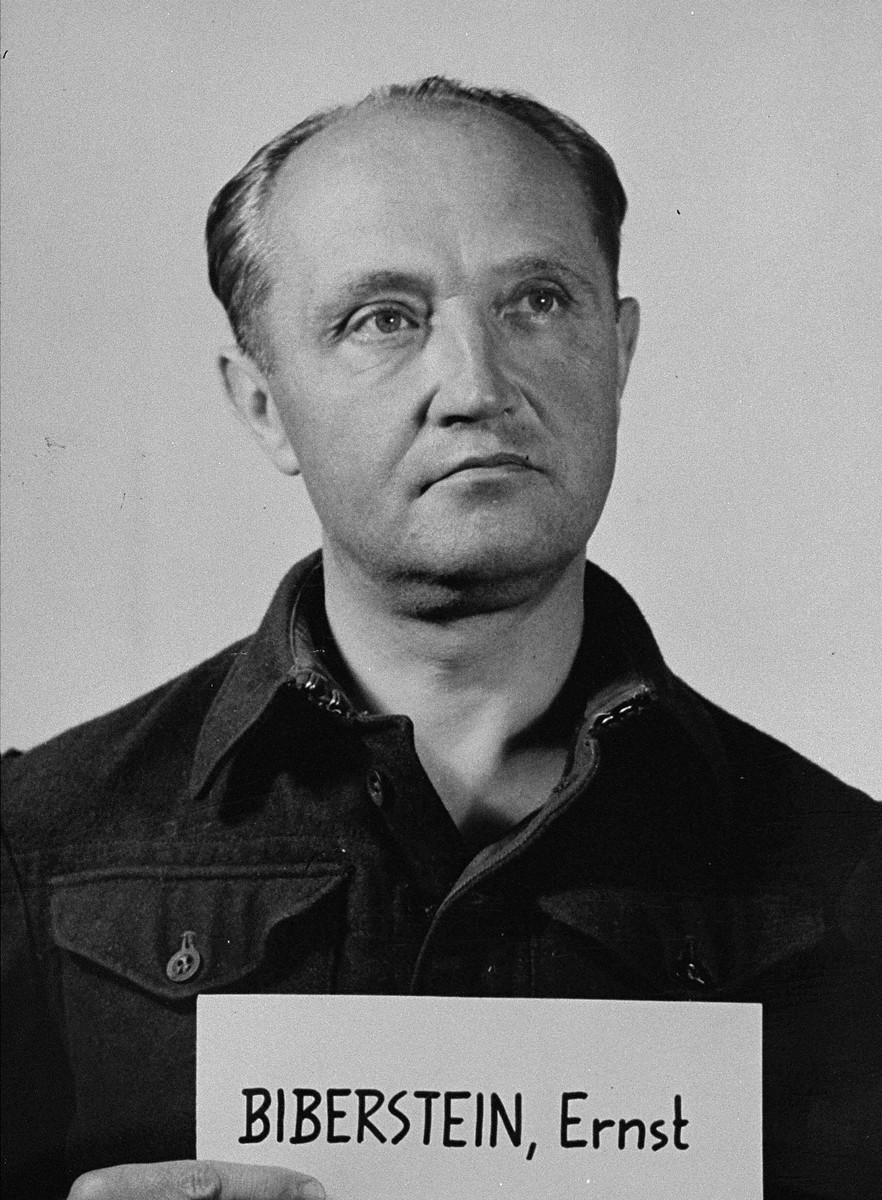
Ernst Biberstein beim Einsatzgruppen-Prozess

Ernst Emil Heinrich Biberstein (* 15. Februar 1899 in Hilchenbach als Ernst Szymanowski; † 8. Dezember 1986 in Neumünster) war ein evangelischer Pastor, Mitglied der NSDAP, SS-Obersturmbannführer und Chef des Einsatzkommandos 6 der Einsatzgruppe C in Rostow, Sowjetunion.

## Leben
Ernst Szymanowski war der Sohn eines Bahnbeamten. Nach der Geburt 1899 blieb er mit seiner Familie rund zwei Jahre im Siegerland bis zum 30. April 1901. Die Familie verzog 1906 nach Neumünster in Schleswig-Holstein, wo er 1917 das Abitur ablegte. Anschließend studierte er von 1917 bis 1922 evangelische Theologie an der Universität Kiel, unterbrochen vom Wehrdienst 1917 bis 1919 als einfacher Soldat. Das Studium erfolgte schnellstmöglich, auch weil die Mittel fehlten. Nach dem Vikariat folgte 1924 die erste Pfarrstelle in Kating auf Eiderstedt. 1927 wechselte er auf eine Pastorenstelle in Kaltenkirchen. Er nannte sich selbst „SA-Pastor“, führte Feldgottesdienste, Fahnenweihen etc. durch und beteiligte sich so am Aufbau der NSDAP in Ort und Kreis. Im Oktober 1933 amtierte er für einige Wochen als kommissarischer Propst von Neumünster, konnte sich aber nicht halten. Von November 1933 bis August 1935 war er Kirchenpropst von Segeberg, auf Einfluss der lokalen NS-Größen hin, während konservative Kirchenkreise ihn als sozialen Außenseiter ablehnten, weil er nicht aus einer Pastorenfamilie kam. Unter dem Talar trug er oft die SA-Uniform. Mit der Gründung der Deutschen Christen war er bei dieser Gruppe organisiert, ebenso wie im antisemitischen Bund für Deutsche Kirche von Pastor Friedrich Andersen. Für das Lübecker Bischofsamt bewarb er sich 1934 ohne Erfolg.
Bereits zum 19. Juli 1926 trat Szymanowski als einer der ersten Pastoren in die NSDAP ein (Mitgliedsnummer 40.718); 1934 wurde er Kreisschulungsleiter der NSDAP. Im Kampf mit der Bekennenden Kirche polarisierte er durch die Ablehnung des Alten Testaments und eine neuheidnische Konfirmation. Gauleiter Hinrich Lohse empfahl ihn nach Berlin, wohl um die Lage zu beruhigen. Ab 1935 machte er dort Parteikarriere, wurde Oberregierungsrat im Reichskirchenministerium (RKM) und trat 1936 als SS-Untersturmführer in den SD der SS ein (SS-Nummer 272.692). Im RKM wurde ihm aber wegen Unfähigkeit die Arbeit weitgehend entzogen, während der SD mit seinen Spitzelberichten zufrieden war. Es folgten Beförderungen zum SS-Obersturmführer, SS-Hauptsturmführer und 1939 zum SS-Sturmbannführer. 1938 trat Szymanowski aus der Kirche aus. Im Zweiten Weltkrieg diente er von März bis Oktober 1940 beim deutschen Angriff im Westen als einfacher Soldat in einem Landesschützenbataillon. Durch den Einfluss des Referatsleiters Albert Hartl wurde er in das RSHA versetzt, wo er erst ein halbes Jahr hospitierte.
Zum 1. Juni 1941 wurde er Chef der Gestapostelle Oppeln. In seiner Verantwortung lag die Deportation der dortigen Juden und das Vorgehen gegen widerspenstige Priester. Im selben Jahr änderte er seinen Familiennamen von Szymanowski in den angeblich ursprünglichen Namen Biberstein.
Im Juni 1942 wurde Biberstein als Führer des Einsatzkommandos 6 der Einsatzgruppe C nach Kiew im Reichskommissariat Ukraine abkommandiert. Bis 1943 befehligte er dort die Ermordung von 2000 bis 3000 Menschen, überwiegend Juden. Diese Zahl gab er selbst in einer eidesstattlichen Erklärung vor dem internationalen Militärgerichtshof im Rahmen der Nürnberger Prozesse an. In derselben Erklärung beschrieb er völlig emotionslos, wie er persönlich die Tötung von 50 bis 60 Menschen in einem Gaswagen beobachtet hatte. Weil er den Einsatz seines Einsatzkommandos im Partisanenkampf verzögert hatte, wurde er 1943 abberufen und für 13 Tage unter Arrest gestellt. Den Rest des Krieges verbrachte er als Wirtschaftsverwalter in Triest, bevor er über Klagenfurt ins Reich zurückkehrte.

## Nach 1945
Wegen seiner Beteiligung an den Taten des Einsatzkommandos 6 wurde er im Einsatzgruppen-Prozess zum Tode verurteilt. Im Gegensatz zu anderen Verurteilten wurde er nicht hingerichtet, sondern 1951 zu lebenslanger Haft begnadigt und am 9. Mai 1958 aus dem Kriegsverbrechergefängnis Landsberg entlassen. Maßgeblich dafür war der Einsatz der Evangelischen schleswig-holsteinischen Landeskirche. 1953 war er wieder in die Kirche aufgenommen worden, obwohl er durch lügnerische Angaben auffiel. Nach seiner Freilassung arbeitete er vorübergehend in der Kirchenverwaltung in Neumünster, bis er dort entlassen wurde. Danach fand er keine Anstellung im kirchlichen Bereich mehr und arbeitete bis zum Rentenalter in wechselnden, schlecht bezahlten Stellungen.
Die evangelisch-lutherische Kirchengemeinde Kaltenkirchen (Kreis Segeberg) erinnert durch eine im April 2015 aufgestellte Mahntafel im Gottesdienstraum an die Opfer des ehemaligen Pastors, der von 1927 bis 1933 an der Michaeliskirche predigte, wobei sein Name auf der Tafel nicht genannt wird. Die Gemeinde hatte bereits im Jahre 2009 den Druck einer kritischen Biografie über Ernst Biberstein mitfinanziert.